# ナウル・リン鉱石会社

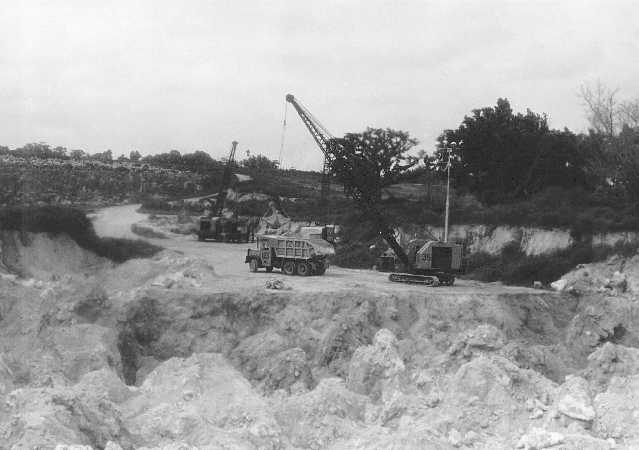
ナウルのリン鉱石採掘

ナウル・リン鉱石会社（英語：Nauru Phosphate Corporation、NPC）は、太平洋の島国であるナウルの国営会社。リン鉱石の採掘事業を管轄している。同国西部のデニゴムドゥ地区に本社があり、会社付属の病院も運営している。現在「ナウル共和国リン鉱石会社（Republic of Nauru Phosphate、略称：RONPhos）」と改名されている。

## 概要
ナウル国民の生活水準は、リン鉱石の大量輸出により、20世紀末までは先進国並みの水準を保っていた。だがリン鉱石がほぼ枯渇状態となり、2000年には大規模な採掘事業は行なわれなくなった。現在、ごく小規模な採掘は継続されているが、かつてのような大量の採掘は見込まれていない。また、長年の大規模採掘によりナウル島の中央部は車両通行ができないほど荒れ果てており、深刻な環境問題ともなっている。

## 社史
ナウル島がドイツの統治下にあった1906年、ドイツ政府の支援を受け、太平洋リン鉱石会社が設立された。だが第一次世界大戦の後、ドイツが全ての植民地を放棄すると、ナウル島はイギリス、オーストラリア、ニュージーランドの共同統治下におかれ、太平洋リン鉱石会社はイギリス・リン鉱石委員会に改組され、その権益はイギリスに接収された。
1967年になると、イギリス・リン鉱石委員会の権益の一部がナウル国民に還元されるようになったが、1968年1月のナウル共和国独立後もなお、イギリスの権益は残されたままだった。1970年、ナウル政府がイギリス・リン鉱石委員会の接収と国有化を実施し、国営ナウル・リン鉱石会社(NPC)が誕生したことで、リン鉱石はナウル政府の管轄下におかれることとなった。
リン鉱石による大きな収入を確保したナウル政府は、太平洋の他の島国に対し、信用貸付を行なうようになったが、計画性の無い投資と放漫財政によって失敗した。
また、リン鉱石枯渇を見越して、その利益を他の事業に振り分ける開発グループが存在したが、ハワイやメルボルンにホテル建設などを行なうものの、こちらも外国人任せの経営で利益は出ず、失敗に終わっている。

## RONPhos
2002年のリン枯渇による採掘計画失敗を受け、外国人労働者の帰国が始まった。2004年から2005年の間に外国人労働者は1,478人から470人に減少。それらのほとんどはキリバスとツバルからの労働者であった。
NPCの経営改革の一環として、2005年7月に正式に社名を「ナウル共和国リン鉱石会社（Republic of Nauru Phosphate、略称：RONPhos）」に改名した。現在、RONPhosはナウル共和国の労働者人口の約20.4%を雇用している。
既に第一層のリンは掘り尽くされた（約1億トン）とされるが、第二層のリン地層（約2000万トン）が存在すると予想されている。RONPhosは現在、採掘計画を開発中である。